# Llista d'asteroides/162601-162700
| Nom      | Designació provisional | Data de descobriment   | Lloc de descobriment | Descobridor/s          |
| -------- | ---------------------- | ---------------------- | -------------------- | ---------------------- |
| 162601 - | 2000 SB72              | 24 de setembre de 2000 | Socorro              | LINEAR                 |
| 162602 - | 2000 SD73              | 24 de setembre de 2000 | Socorro              | LINEAR                 |
| 162603 - | 2000 SJ74              | 24 de setembre de 2000 | Socorro              | LINEAR                 |
| 162604 - | 2000 SM74              | 24 de setembre de 2000 | Socorro              | LINEAR                 |
| 162605 - | 2000 ST74              | 24 de setembre de 2000 | Socorro              | LINEAR                 |
| 162606 - | 2000 SR77              | 24 de setembre de 2000 | Socorro              | LINEAR                 |
| 162607 - | 2000 SV80              | 24 de setembre de 2000 | Socorro              | LINEAR                 |
| 162608 - | 2000 SD90              | 22 de setembre de 2000 | Socorro              | LINEAR                 |
| 162609 - | 2000 SH93              | 23 de setembre de 2000 | Socorro              | LINEAR                 |
| 162610 - | 2000 SF98              | 23 de setembre de 2000 | Socorro              | LINEAR                 |
| 162611 - | 2000 SN99              | 23 de setembre de 2000 | Socorro              | LINEAR                 |
| 162612 - | 2000 SX99              | 23 de setembre de 2000 | Socorro              | LINEAR                 |
| 162613 - | 2000 SE102             | 24 de setembre de 2000 | Socorro              | LINEAR                 |
| 162614 - | 2000 SJ103             | 24 de setembre de 2000 | Socorro              | LINEAR                 |
| 162615 - | 2000 SO103             | 24 de setembre de 2000 | Socorro              | LINEAR                 |
| 162616 - | 2000 SU104             | 24 de setembre de 2000 | Socorro              | LINEAR                 |
| 162617 - | 2000 SP107             | 24 de setembre de 2000 | Socorro              | LINEAR                 |
| 162618 - | 2000 SA111             | 24 de setembre de 2000 | Socorro              | LINEAR                 |
| 162619 - | 2000 SK114             | 24 de setembre de 2000 | Socorro              | LINEAR                 |
| 162620 - | 2000 SP114             | 24 de setembre de 2000 | Socorro              | LINEAR                 |
| 162621 - | 2000 SD118             | 24 de setembre de 2000 | Socorro              | LINEAR                 |
| 162622 - | 2000 SZ118             | 24 de setembre de 2000 | Socorro              | LINEAR                 |
| 162623 - | 2000 SH119             | 24 de setembre de 2000 | Socorro              | LINEAR                 |
| 162624 - | 2000 SP121             | 24 de setembre de 2000 | Socorro              | LINEAR                 |
| 162625 - | 2000 SR127             | 24 de setembre de 2000 | Socorro              | LINEAR                 |
| 162626 - | 2000 SH129             | 26 de setembre de 2000 | Socorro              | LINEAR                 |
| 162627 - | 2000 SR135             | 23 de setembre de 2000 | Socorro              | LINEAR                 |
| 162628 - | 2000 SO138             | 23 de setembre de 2000 | Socorro              | LINEAR                 |
| 162629 - | 2000 SU139             | 23 de setembre de 2000 | Socorro              | LINEAR                 |
| 162630 - | 2000 SC146             | 24 de setembre de 2000 | Socorro              | LINEAR                 |
| 162631 - | 2000 SN146             | 24 de setembre de 2000 | Socorro              | LINEAR                 |
| 162632 - | 2000 SA147             | 24 de setembre de 2000 | Socorro              | LINEAR                 |
| 162633 - | 2000 SQ151             | 24 de setembre de 2000 | Socorro              | LINEAR                 |
| 162634 - | 2000 SH158             | 27 de setembre de 2000 | Socorro              | LINEAR                 |
| 162635 - | 2000 SS164             | 27 de setembre de 2000 | Socorro              | LINEAR                 |
| 162636 - | 2000 SG169             | 23 de setembre de 2000 | Socorro              | LINEAR                 |
| 162637 - | 2000 SM173             | 28 de setembre de 2000 | Socorro              | LINEAR                 |
| 162638 - | 2000 ST175             | 28 de setembre de 2000 | Socorro              | LINEAR                 |
| 162639 - | 2000 SV176             | 28 de setembre de 2000 | Socorro              | LINEAR                 |
| 162640 - | 2000 SM178             | 28 de setembre de 2000 | Socorro              | LINEAR                 |
| 162641 - | 2000 SB179             | 28 de setembre de 2000 | Socorro              | LINEAR                 |
| 162642 - | 2000 SC191             | 24 de setembre de 2000 | Socorro              | LINEAR                 |
| 162643 - | 2000 SA198             | 24 de setembre de 2000 | Socorro              | LINEAR                 |
| 162644 - | 2000 SZ204             | 24 de setembre de 2000 | Socorro              | LINEAR                 |
| 162645 - | 2000 SV207             | 24 de setembre de 2000 | Socorro              | LINEAR                 |
| 162646 - | 2000 SJ208             | 24 de setembre de 2000 | Socorro              | LINEAR                 |
| 162647 - | 2000 SM216             | 26 de setembre de 2000 | Socorro              | LINEAR                 |
| 162648 - | 2000 ST218             | 26 de setembre de 2000 | Socorro              | LINEAR                 |
| 162649 - | 2000 SF220             | 26 de setembre de 2000 | Socorro              | LINEAR                 |
| 162650 - | 2000 SS222             | 27 de setembre de 2000 | Socorro              | LINEAR                 |
| 162651 - | 2000 SU228             | 28 de setembre de 2000 | Socorro              | LINEAR                 |
| 162652 - | 2000 SW229             | 28 de setembre de 2000 | Socorro              | LINEAR                 |
| 162653 - | 2000 SM230             | 28 de setembre de 2000 | Socorro              | LINEAR                 |
| 162654 - | 2000 SY232             | 27 de setembre de 2000 | Socorro              | LINEAR                 |
| 162655 - | 2000 SN235             | 24 de setembre de 2000 | Socorro              | LINEAR                 |
| 162656 - | 2000 SB242             | 24 de setembre de 2000 | Socorro              | LINEAR                 |
| 162657 - | 2000 SJ244             | 24 de setembre de 2000 | Socorro              | LINEAR                 |
| 162658 - | 2000 SK244             | 24 de setembre de 2000 | Socorro              | LINEAR                 |
| 162659 - | 2000 SJ247             | 24 de setembre de 2000 | Socorro              | LINEAR                 |
| 162660 - | 2000 SJ248             | 24 de setembre de 2000 | Socorro              | LINEAR                 |
| 162661 - | 2000 SG253             | 24 de setembre de 2000 | Socorro              | LINEAR                 |
| 162662 - | 2000 SF257             | 24 de setembre de 2000 | Socorro              | LINEAR                 |
| 162663 - | 2000 SS257             | 24 de setembre de 2000 | Socorro              | LINEAR                 |
| 162664 - | 2000 SE258             | 24 de setembre de 2000 | Socorro              | LINEAR                 |
| 162665 - | 2000 SZ259             | 24 de setembre de 2000 | Socorro              | LINEAR                 |
| 162666 - | 2000 SS263             | 26 de setembre de 2000 | Socorro              | LINEAR                 |
| 162667 - | 2000 SN267             | 27 de setembre de 2000 | Socorro              | LINEAR                 |
| 162668 - | 2000 SM268             | 27 de setembre de 2000 | Socorro              | LINEAR                 |
| 162669 - | 2000 SS277             | 30 de setembre de 2000 | Socorro              | LINEAR                 |
| 162670 - | 2000 SQ280             | 30 de setembre de 2000 | Socorro              | LINEAR                 |
| 162671 - | 2000 SV287             | 26 de setembre de 2000 | Socorro              | LINEAR                 |
| 162672 - | 2000 SR299             | 28 de setembre de 2000 | Socorro              | LINEAR                 |
| 162673 - | 2000 SF304             | 30 de setembre de 2000 | Socorro              | LINEAR                 |
| 162674 - | 2000 SF305             | 30 de setembre de 2000 | Socorro              | LINEAR                 |
| 162675 - | 2000 SW327             | 30 de setembre de 2000 | Socorro              | LINEAR                 |
| 162676 - | 2000 SO368             | 24 de setembre de 2000 | Anderson Mesa        | LONEOS                 |
| 162677 - | 2000 SA372             | 24 de setembre de 2000 | Socorro              | LINEAR                 |
| 162678 - | 2000 SE372             | 30 de setembre de 2000 | Socorro              | LINEAR                 |
| 162679 - | 2000 TK1               | 1 d'octubre de 2000    | Socorro              | LINEAR                 |
| 162680 - | 2000 TY12              | 1 d'octubre de 2000    | Socorro              | LINEAR                 |
| 162681 - | 2000 TU13              | 1 d'octubre de 2000    | Socorro              | LINEAR                 |
| 162682 - | 2000 TL15              | 1 d'octubre de 2000    | Socorro              | LINEAR                 |
| 162683 - | 2000 TP39              | 1 d'octubre de 2000    | Socorro              | LINEAR                 |
| 162684 - | 2000 TC51              | 1 d'octubre de 2000    | Socorro              | LINEAR                 |
| 162685 - | 2000 TK59              | 2 d'octubre de 2000    | Anderson Mesa        | LONEOS                 |
| 162686 - | 2000 TO65              | 1 d'octubre de 2000    | Socorro              | LINEAR                 |
| 162687 - | 2000 UH1               | 18 d'octubre de 2000   | Socorro              | LINEAR                 |
| 162688 - | 2000 UJ4               | 24 d'octubre de 2000   | Socorro              | LINEAR                 |
| 162689 - | 2000 UN4               | 24 d'octubre de 2000   | Socorro              | LINEAR                 |
| 162690 - | 2000 UK5               | 24 d'octubre de 2000   | Socorro              | LINEAR                 |
| 162691 - | 2000 UN6               | 24 d'octubre de 2000   | Socorro              | LINEAR                 |
| 162692 - | 2000 UJ8               | 24 d'octubre de 2000   | Socorro              | LINEAR                 |
| 162693 - | 2000 UN10              | 24 d'octubre de 2000   | Socorro              | LINEAR                 |
| 162694 - | 2000 UH11              | 25 d'octubre de 2000   | Socorro              | LINEAR                 |
| 162695 - | 2000 UL11              | 25 d'octubre de 2000   | Socorro              | LINEAR                 |
| 162696 - | 2000 UK12              | 24 d'octubre de 2000   | Socorro              | LINEAR                 |
| 162697 - | 2000 UO18              | 25 d'octubre de 2000   | Socorro              | LINEAR                 |
| 162698 - | 2000 UN30              | 29 d'octubre de 2000   | Socorro              | LINEAR                 |
| 162699 - | 2000 US30              | 29 d'octubre de 2000   | Ondřejov             | P. Kušnirák, P. Pravec |
| 162700 - | 2000 UZ38              | 24 d'octubre de 2000   | Socorro              | LINEAR                 |